# Gelis trux
Gelis trux là một loài tò vò trong họ Ichneumonidae.